# Tubarão-porco
O tubarão-porco (Oxynotus paradoxus) é um tubarão squaliforme da família Dalatiidae.